# Nicolas Thévenin
Nicolas Thévenin (Saint-Dizier, 5 giugno 1958) è un arcivescovo cattolico francese, dal 4 novembre 2019 nunzio apostolico in Egitto e delegato apostolico presso l'Organizzazione della Lega degli Stati Arabi e dal 22 maggio 2023 nunzio apostolico in Oman.

## Biografia
È nato a Saint-Dizier, nel dipartimento dell'Alta Marna e diocesi di Langres, il 5 giugno 1958.

### Formazione e ministero sacerdotale
Si è laureato all'ICN Business School nel 1981.
Dopo la laurea è entrato nella Comunità di San Martino a Voltri, la quale era stata fondata pochi anni prima dal sacerdote francese Jean-François Guérin; è pertanto alunno del seminario di Genova.
Il 12 settembre 1988 è stato ordinato diacono dal cardinale Giuseppe Siri, mentre il 4 luglio 1989 presbitero, dal cardinale Giovanni Canestri, come membro della Comunità di San Martino e incardinato nell'arcidiocesi di Genova.
È anche laureato in diritto canonico (dottorato) e ha seguito il percorso formativo della Pontificia accademia ecclesiastica a Roma per far parte del Servizio Diplomatico della Santa Sede, nel quale è entrato il 1º luglio 1994.
Ha prestato servizio dapprima in India, poi nel 1996 nella Repubblica Democratica del Congo, nel 1999 in Belgio, e nel 2000 in Libano. È diventato poi consigliere di nunziatura a Cuba nel 2002 e in Bulgaria nel 2005; in quell'anno è tornato a Roma, presso la segreteria di Stato della Santa Sede.
Nel 2006 è entrato nella segreteria particolare del cardinale Tarcisio Bertone, appena nominato segretario di Stato.
L'8 gennaio 2010 ha ricevuto il titolo onorifico di protonotario apostolico soprannumerario, collaborando presso la prefettura della casa pontificia.

### Ministero episcopale
Il 15 dicembre 2012 papa Benedetto XVI lo ha nominato arcivescovo titolare di Eclano e nunzio apostolico. Il 5 gennaio 2013 la Santa Sede ha dichiarato che andrà come nunzio apostolico in Guatemala. L'indomani ha ricevuto l'ordinazione episcopale, con gli arcivescovi Angelo Vincenzo Zani, Fortunatus Nwachukwu e Georg Gänswein, nella basilica di San Pietro in Vaticano, per l'imposizione delle mani dello stesso pontefice, co-consacranti i cardinali Tarcisio Bertone e Zenon Grocholewski.
Verso la fine del suo mandato in Guatemala, ha ricevuto diverse attestazioni di benemerenza per il suo instancabile lavoro volto a favorire la giustizia e la promozione sociale delle popolazioni locali, tra cui la Gran Croce dell'Ordine del Quetzal.
Il 4 novembre 2019 papa Francesco lo ha nominato nunzio apostolico in Egitto e delegato presso l'Organizzazione della Lega degli Stati Arabi.
Il 22 maggio 2023 lo stesso pontefice gli ha affidato anche l'incarico di nunzio apostolico in Oman, il primo dopo l'istituzione della nunziatura nel febbraio precedente.

## Genealogia episcopale e successione apostolica
La genealogia episcopale è:
- Cardinale Scipione Rebiba
- Cardinale Giulio Antonio Santori
- Cardinale Girolamo Bernerio, O.P.
- Arcivescovo Galeazzo Sanvitale
- Cardinale Ludovico Ludovisi
- Cardinale Luigi Caetani
- Cardinale Ulderico Carpegna
- Cardinale Paluzzo Paluzzi Altieri degli Albertoni
- Papa Benedetto XIII
- Papa Benedetto XIV
- Papa Clemente XIII
- Cardinale Bernardino Giraud
- Cardinale Alessandro Mattei
- Cardinale Pietro Francesco Galleffi
- Cardinale Giacomo Filippo Fransoni
- Cardinale Antonio Saverio De Luca
- Arcivescovo Gregor Leonhard Andreas von Scherr, O.S.B.
- Arcivescovo Friedrich von Schreiber
- Arcivescovo Franz Joseph von Stein
- Arcivescovo Joseph von Schork
- Vescovo Ferdinand von Schlör
- Arcivescovo Johann Jakob von Hauck
- Vescovo Ludwig Sebastian
- Cardinale Joseph Wendel
- Arcivescovo Josef Schneider
- Vescovo Josef Stangl
- Papa Benedetto XVI
- Arcivescovo Nicolas Thévenin

La successione apostolica è:
- Vescovo Carlos Enrique Trinidad Gómez (2015)
- Vescovo José Cayetano Parra Novo, O.P. (2017)